# Geissflue (Aedermannsdorf)
Die Geissflue ist ein 1102 m ü. M. hoher Berg im Schweizer Jura. Sie liegt 9 km westlich von Balsthal in der Gemeinde Aedermannsdorf im Kanton Solothurn.
Die Geissflue ist ein bewaldeter von Nordost nach Südwest verlaufender Grat mit einem steilen, felsigen Hang nach Südosten. Sie befindet sich in der zweiten Jurakette nördlich des Dünnerntals zwischen der Hornegg und dem Brunnersberg. Der Gipfel ist weglos und wird trotz der moderaten Schwierigkeitsstufe T3 nur selten bestiegen.